# 권재환 (e스포츠인)
권재환(1990년 2월 6일 ~ )은 대한민국의 프로게임단 지도자이다. 현재 Gen.G 글로벌 아카데미의 원장을 맡고 있다.

## 지도자 생활
2016시즌을 앞두고 MVP의 감독으로 부임했다. 2016 스프링 시즌 팀의 LCK 승격에 기여했다. 이후 팀은 LCK에서 잔류를 성공하며 자리를 잡았지만 2018 서머 시즌 다시 CK로 강등되었다. 이후 2019년 서머 시즌 종료 후 팀이 해체될 때까지 감독으로 활동했다.
2020시즌을 앞두고 OZ 게이밍의 감독으로 부임했다. 서머 시즌을 앞두고 팀의 CK 승격에 기여했다. 하지만 팀이 해체되면서 감독직에서 물러났다.
2021년 2월, Gen.G의 유소년 팀 코치로 부임했으며, 2023년 2월 Gen.G 글로벌 아카데미의 원장으로 부임하였다. 

## 수상 내역

### 지도자
- 리프트 라이벌즈 2017 준우승